# Nobunaga no yabō
Nobunaga no yabō (信長の野望?) è una serie di videogiochi strategici a turni. Ambientata nel periodo Sengoku, ha come protagonista il daimyō Oda Nobunaga, sebbene nel corso dei giochi sia possibile impersonare altri personaggi.
Il primo videogioco della serie è stato realizzato in BASIC nel marzo 1983. È stato successivamente esteso, convertito per numerose piattaforme tra cui le console Super Nintendo e Sega Mega Drive e tradotto in inglese nel 1986 con il titolo di Nobunaga's Ambition. Le modalità di gioco ricordano quelle di Sangokushi, altro videogioco prodotto da Koei.
Dal videogioco originale sono stati tratti numerosi seguiti e spin-off, molti dei quali pubblicati esclusivamente in Giappone. Per PlayStation 2 e PlayStation 3 sono stati distribuiti Nobunaga's Ambition: Rise to Power e Nobunaga's Ambition: Iron Triangle, mentre per Microsoft Windows, oltre ai titoli precedenti, è disponibile Nobunaga's Ambition: Sphere of Influence. È stato inoltre realizzato un crossover con la serie Pokémon per Nintendo DS dal titolo Pokémon Conquest.